# Alfred Nicolovius

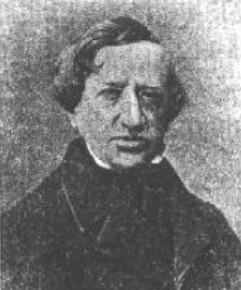
Alfred Nicolovius

Alfred Georg Nicolovius (* 13. November 1806 in Königsberg (Preußen); † 22. März 1890 in Bonn) war ein deutscher Rechtswissenschaftler, Hochschullehrer und Autor.

## Leben und Wirken
Alfred Nicolovius war der dritte Sohn und das dritte von fünf Kindern des preußischen Ministerialbeamten Georg Heinrich Ludwig Nicolovius und seiner Frau Luise Maria Anna, geb. Schlosser, der Tochter des Schriftstellers Johann Georg Schlosser und Nichte Goethes. 
Nach dem Umzug der Familie nach Berlin besuchte er das Friedrichwerdersche Gymnasium. Als junger Mann verbrachte er ein Jahr bei Goethe. Er studierte Rechtswissenschaften an den Universitäten Berlin, Bonn und Göttingen, wo er am 30. März 1831 zum Dr. jur. promoviert wurde. 1832 habilitierte er sich an der Universität Königsberg und wurde hier 1834 zum außerordentlichen Professor berufen. 1835 ging er als außerordentlicher Professor an die Universität Bonn und lehrte hier Kirchenrecht, Staats- und Völkerrecht, Lehnrecht sowie besonders regelmäßig bis 1865 preußisches Landrecht.
1866 erhielt er einen zweijährigen Urlaub und kehrte danach nicht wieder an die Universität zurück. Weit mehr Befriedigung und Erfolg als in seiner Lehrtätigkeit hatte er als Schriftsteller und Literaturhistoriker.
Der Bildhauer Otto Lessing (1846–1912) schuf eine Porträtbüste von Alfred Nicolovius. Die Marmorbüste befand sich in der Sammlung des Freien Deutschen Hochstifts – Goethemuseum – in Frankfurt am Main und gilt als Kriegsverlust. Nicolovius gehörte zum weiteren Familienverband der Mutter Lessings, Ida Lessing geb. Heuser.

## Schriften
- Ueber Goethe. Literarische und artistische Nachrichten. 1. (einziger) Teil, Leipzig 1828 (Digitalisat).
- De potestate ecclesiastica coercitiva et criminali. Regensburg 1833.
- Die bischöfliche Würde in Preußens evangelischer Kirche. Ein Beitrag zur Geschichte des evangelischen Kirchenrechts. Königsberg 1834 (Digitalisat).
- (Hrsg.) Fürstenspiegel / Verfaßt von Anna Maria, Markgräfin von Brandenburg und Herzogin von Preußen für ihren Sohn, den Herzog Albrecht Friedrich. Königsberg: Bon, 1835 (Digitalisat des Exemplars der Herzog August Bibliothek).
- Denkschrift auf Georg Heinrich Ludwig Nicolovius mit einem Bildniß. Bonn 1841 (Digitalisat im Internet Archive). Nachdruck Bern/Frankfurt am Main: Lang, 1973.
- Johann Georg Schlossers Leben und literarisches Wirken. Bonn 1844 (Digitalisat).
- Friedrich Leopold Graf zu Stolberg. Mainz/Kirchheim: Schott und Thielmann, 1846 (Digitalisat der Bayerischen Staatsbibliothek).
- Lebensabriß von Ferdinand Delbrück (in der von ihm herausgegebenen zweiten Sammlung der Ergebnisse akademischer Forschungen). Bonn 1848.
- (Hrsg.) Schlöffels des jüngeren Preßproceß verhandelt vor dem Kammergericht in Berlin: vollständig aus den Akten / mitgetheilt von ihm selbst Berlin: Reuter & Stargardt 1848 (Digitalisat).
- Der deutsche Heraldiker Theodor Bernd. Ein Lebensbild. In: Kölnische Zeitung. 1854, Nr. 337 (5. Dezember 1854), Beilage.